# Mingshui
Der Kreis Mingshui (chinesisch 明水县, Pinyin Míngshuǐ Xiàn) ist ein Kreis im Nordosten der Volksrepublik China. Er gehört zum Verwaltungsgebiet der bezirksfreien Stadt Suihua in der Provinz Heilongjiang. Er hat eine Fläche von 2.297 km² und zählt 198.271 Einwohner (Stand: Zensus 2020). Sein Hauptort ist die Großgemeinde Mingshui (明水镇).

## Administrative Gliederung
Auf Gemeindeebene setzt sich der Kreis aus fünf Großgemeinden und sieben Gemeinden zusammen. 